# Końskie
Końskieⓘ é uma cidade no sudeste da Polônia. Pertence à voivodia de Santa Cruz, no condado de Końskie. É a sede da comuna urbano-rural de Końskie, na Terra de Sandomierz da histórica Pequena Polônia. Está situada na extremidade norte do planalto de Kielce-Sandomierz, entre a Floresta Konecki. Um centro industrial distrital (indústria metalúrgica, fábricas de azulejos e cerâmica) e comércio. Nos anos de 1975 a 1998, a cidade pertencia administrativamente à voivodia de Kielce.
Na área da cidade e da comuna de Końskie há uma subzona da Zona Econômica Especial de Starachowice, cobrindo uma área de 64,2 ha e 100% desenvolvida.
Estende-se por uma área de 17,7 km², com 17 244 habitantes, segundo o censo de 31 de dezembro de 2024, com uma densidade populacional de 974 hab./km².

## História

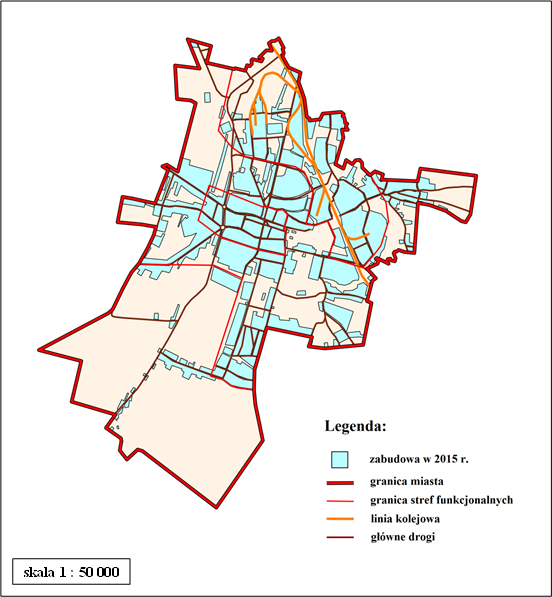
Mapa do desenvolvimento urbano em Końskie em 2015

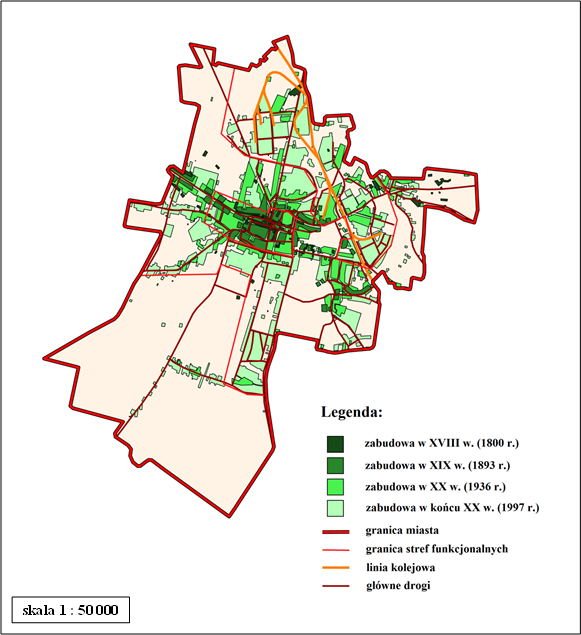
Desenvolvimento de edifícios em Końskie ao longo dos séculos (mapa multifásico)

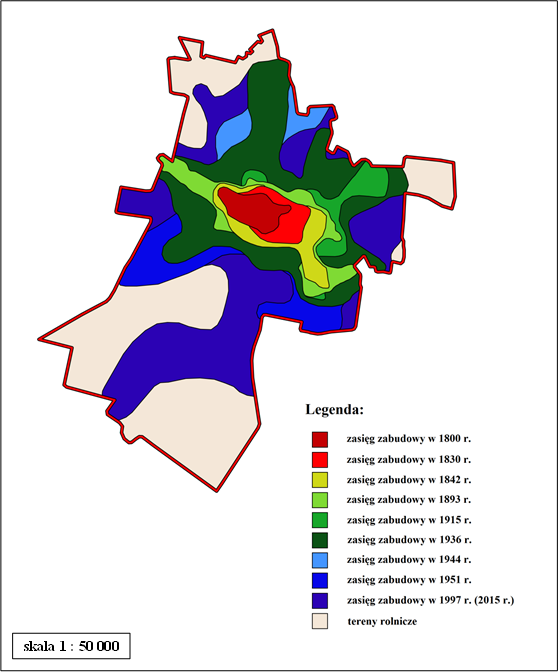
Desenvolvimento das áreas construídas de Końskie desde 1800 — direções de desenvolvimento (mapa multifásico)

Os vestígios mais antigos de assentamento na cidade datam do século XI (um cemitério desse período foi descoberto na parte norte da cidade em 1925). A primeira menção histórica da vila como propriedade de Shawl, filho de Prandota, o Velho (o progenitor da família Odrowąż), data de 1145. A vila permaneceu nas mãos da família Odrowąż por vários séculos depois disso. Em 1220–1224, Iwo Odrowąż, bispo de Cracóvia, construiu uma igreja dedicada a São Nicolau no vilarejo, estabelecendo uma paróquia em Końskie. Essa igreja foi demolida no século XV e uma nova igreja paroquial gótica foi construída em seu lugar em 1492–1520, usando elementos arquitetônicos da igreja anterior (incluindo um tímpano românico). Uma vila privada de nobres, localizada na segunda metade do século XVI no condado de Opoczyń da voivodia de Sandomierz.
A cidade foi um importante centro do Antigo Distrito Industrial polonês, com o desenvolvimento do trabalho com ferro e a produção de armas. Em meados do século XVII, a vila de Końskie, com a área circundante, tornou-se propriedade da família Małachowski. A família veio de Małachowice, perto de Łęczyca, e pertencia às mais proeminentes famílias de magnatas. A figura mais eminente entre os Małachowskis foi, sem dúvida, Jan, o Grande Chanceler da Coroa, que fez uma contribuição especial para a cidade. Em 1729, ele concedeu privilégios aos habitantes de Końskie e, em 30 de dezembro de 1748, graças a seus esforços, o rei Augusto III concedeu a Końskie um privilégio de fundação, seguido pela incorporação oficial da cidade sob a Lei de Magdeburgo. Com a concessão do foral da cidade, Końskie recebeu um brasão de armas representando as iniciais trançadas do Chanceler K. J. M. em um fundo vermelho e, sob o nome de Końskie Wielkie, tornou-se o centro de administração das vastas propriedades do Chanceler. O foral da cidade levou a um influxo de novos colonos e ao desenvolvimento do artesanato, edifícios urbanos começaram a aparecer ao redor da praça principal e Jan Małachowski começou a construir um parque e um complexo palaciano. Em 1787, o rei Estanislau II Augusto visitou a cidade em seu retorno da Ucrânia, acompanhado pelo padre Adam Tadeusz Naruszewicz como seu cronista. A cidade também abrigava a Fábrica de Armas Końskie no século XVIII, que fornecia ao exército polonês 517 rifles e baionetas anualmente. A partir do final do século XIX, várias fundições de ferro funcionaram em Końskie, incluindo a fundição de S. Kronenblum.
Em 1815, após a dissolução do Ducado de Varsóvia, Końskie ficou sob a divisão russa. Uma igreja ortodoxa militar foi erguida para as tropas russas estacionadas na cidade, o 25.º regimento de infantaria de Smolensk e o 27.º regimento de infantaria de Vitebsk. A consagração da igreja do Ícone de Nossa Senhora Znamenie ocorreu em 17 de outubro de 1903. O prédio foi demolido no período entre guerras.
A construção da linha ferroviária em 1885 levou a um renascimento econômico. A tradição da fundição foi mantida e desenvolvida, e muitas fábricas e usinas foram instaladas. Os setores de pedra, cerâmica e produtos químicos também se desenvolveram. A Primeira Guerra Mundial (1914–1918) e a crise econômica do pós-guerra causaram um declínio significativo na população da cidade. Apesar disso, houve um renascimento da vida social e cultural e o desenvolvimento da educação.

### Segunda República
Em 14 de janeiro de 1919, a polícia de Końskie atirou em quatro e feriu doze camponeses que não queriam pagar a chamada taxa de pedágio. Durante o período entre guerras, havia uma forte influência comunista na cidade. Em 1919, os trabalhadores das fundições de ferro de Konec formaram o Conselho de Delegados dos Trabalhadores. Em 1920, foi deflagrada uma greve nas fundições “Slavianin” e “Kronenblum”. Em 1923, os grevistas da “Slavianin” exigiram um aumento salarial de 50%. As greves eclodiram novamente em 1927 e envolveram mais de mil trabalhadores. Em 1 de maio de 1931, manifestantes se reuniram em frente ao prédio do escritório distrital. Houve um confronto com a polícia, que abriu fogo contra os manifestantes. Mais de uma dúzia de pessoas foram mortas. O presidente do condado proibiu o Sindicato da Classe dos Metalúrgicos, dominado pelos comunistas. Apesar disso, em 1936, candidatos apoiados por esse sindicato, em número de quatro, foram eleitos para o governo local.

### Segunda Guerra Mundial
A Segunda Guerra Mundial foi desastrosa para a cidade. Já em seus primeiros dias, houve bombardeios que causaram a morte de muitos habitantes de Konec. Em 7 de setembro de 1939, a 36.ª Divisão de Infantaria de Reserva travou uma batalha perto de Kazanow contra a 1.ª Divisão Leve da Wehrmacht. O grupo polonês, apesar do resultado favorável da batalha, teve que se retirar por medo de ser cercado. À noite, a divisão deixou Końskie e seguiu por estradas florestais em direção a Skarżysko. Em 8 de setembro de 1939, antes do amanhecer, os tanques da 1.ª Divisão Leve, após capturar Końskie, seguiram em direção a Radom via Gowarczów. No mesmo dia, a infantaria alemã entrou na cidade e, à noite, o quartel-general do 10.º Exército entrou na cidade. Adolf Hitler fez uma visita à cidade durante esses dias.
Em 12 de setembro de 1939, 22 judeus foram fuzilados na praça da cidade. Inicialmente, eles foram forçados a cavar sepulturas na praça ao lado da igreja para os soldados alemães mortos na batalha de Kazanow. Quando terminaram seu trabalho, os alemães iniciaram um tiroteio desordenado que os deixou feridos e mortos. Isso foi feito em retaliação ao suposto ataque e profanação dos corpos dos soldados alemães, que, na verdade, haviam sido emboscados por soldados poloneses perto de Kraszkow. O massacre foi testemunhado pela diretora alemã Leni Riefenstahl, que, com sua equipe, estava fazendo um filme de propaganda sobre a campanha do exército alemão na Polônia sob as ordens de Hitler.
A área da cidade e seus arredores se tornaram o centro de um animado movimento partidário. A primeira unidade do lendário Major Henryk Dobrzański “Hubal” operou aqui. Na noite de 31 de agosto para 1 de setembro de 1943, o Grupo n.º 2 do Ten. Waldemar Szwiec “Robot”, dos Grupos Partidários do Exército Doméstico “Ponury”, capturou a cidade por várias horas sem nenhuma baixa, liquidando os agentes da Gestapo na cidade e capturando suprimentos e munições. Por sua contribuição para a defesa contra as forças de ocupação, a cidade de Końskie recebeu a Ordem da Cruz de Grunwald, Terceira Classe. A cidade foi tomada por unidades do Exército Vermelho em 16 de janeiro de 1945.

### Judeus em Końskie
Uma comunidade judaica foi formada aqui em meados do século XVII. Em 1796, já havia 2 534 judeus (62% da população) vivendo em Końskie, em 1936 - 5 632 (49,5%), e em 1939 cerca de 6 500 judeus. Em meados de 1942, na área que engloba as atuais ruas Kazanowska, Strażacka, Hubal e Piłsudskiego (então: Kazanowska, Joselewicza, Kopce, 3 Maja), os alemães criaram um gueto, com 9 mil pessoas. Em novembro de 1942, quase todos os judeus foram levados para o campo de extermínio de Treblinka.
O cemitério judaico estava localizado na rua Wjazdowa, mas hoje não há nenhum vestígio dele. As placas das lápides foram usadas pelos ocupantes como material de construção, entre outros, em uma fazenda — ainda hoje, restos das inscrições podem ser vistos em elementos das paredes dos edifícios, preservados, entre outros, no depósito da PKS (o edifício foi demolido em 2018) e em uma propriedade vizinha. Partes das lápides foram usadas, entre outras coisas, para fazer os meios-fios das vias das ruas Krakowska e Kazanowska (a maioria foi removida durante as obras de reforma).

### Complexo de parque e palácio
O parque classicista e o complexo do palácio foram construídos por Jan Małachowski na década de 1840, seguindo o modelo do complexo em Pillnitz. O complexo do palácio foi reconstruído várias vezes no século XIX, época em que era considerado um dos mais belos parques da Polônia. Ele foi devastado durante a ocupação alemã, quando a ala do palácio foi usada para os escritórios do Kreishauptman e seu gabinete subordinado. No período pós-guerra, como resultado das decisões irrefletidas dos tomadores de decisão da época (a construção de uma escola primária e de um jardim de infância na área do parque e na rua Partyzantów, juntamente com o conjunto habitacional adjacente no lado norte), a área do parque foi reduzida em tamanho e seu layout foi alterado. Atualmente, a área do parque é de aproximadamente 15 ha.
O complexo foi inscrito no registro de monumentos imóveis. Ele é composto por:
- Pavilhões e as alas do palácio — atualmente a sede do Gabinete da Cidade e da Comuna e alguns departamentos do Gabinete do Condado
- Orangerie egípcia
- Templo grego
- Caramanchão
- Gazebo
- Restos da muralha com torres e a Casa dos Netos em estilo neogótico
- Capela neogótica, destruída em uma tempestade em 2002 e reconstruída em 2006
- Vários monumentos naturais, tílias antigas, carvalhos, bétulas, castanheiras e bordos

Complexo de parque e palácio da segunda metade do século XVIII
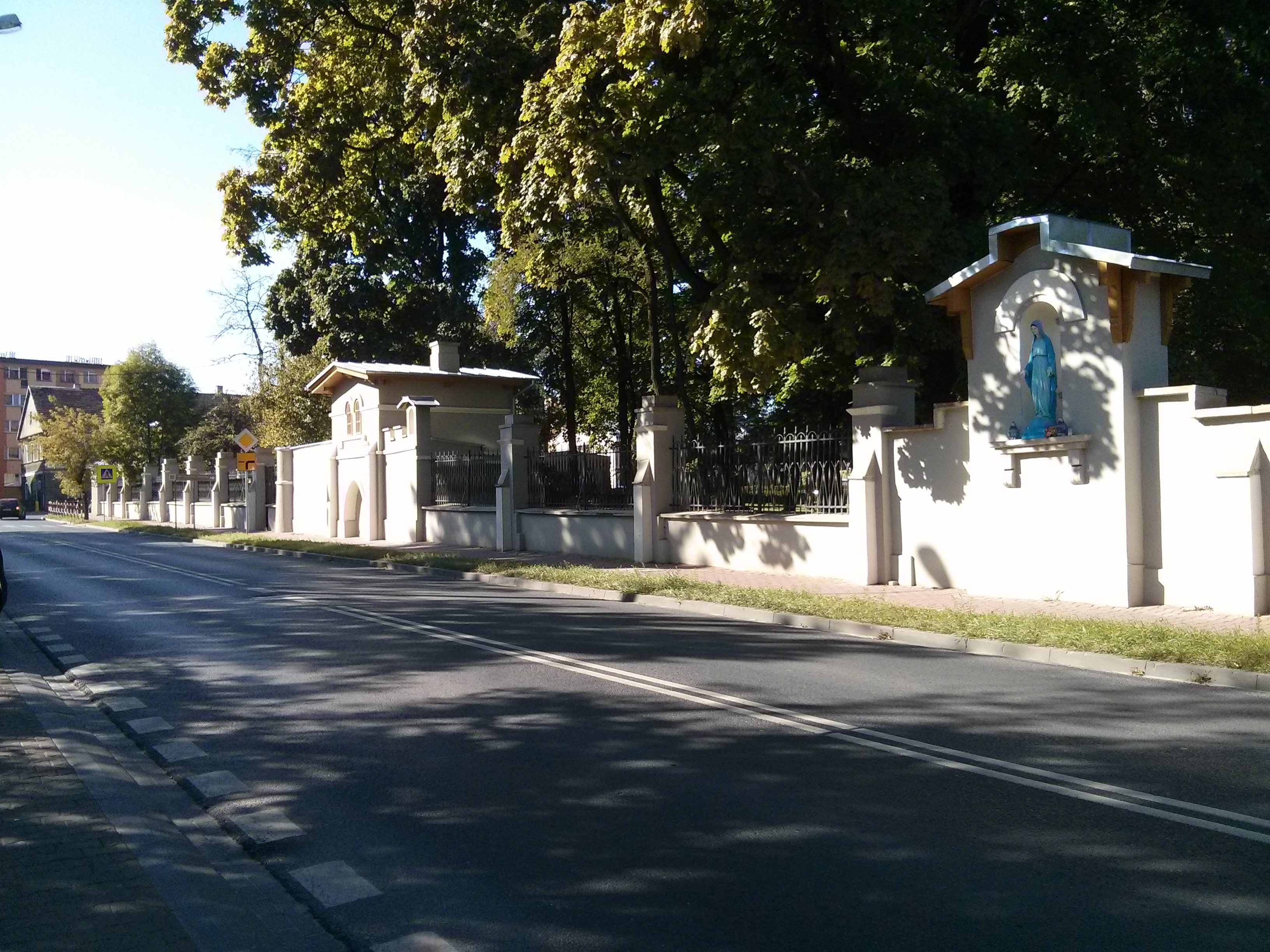
Muro do parque, rua Partyzantow
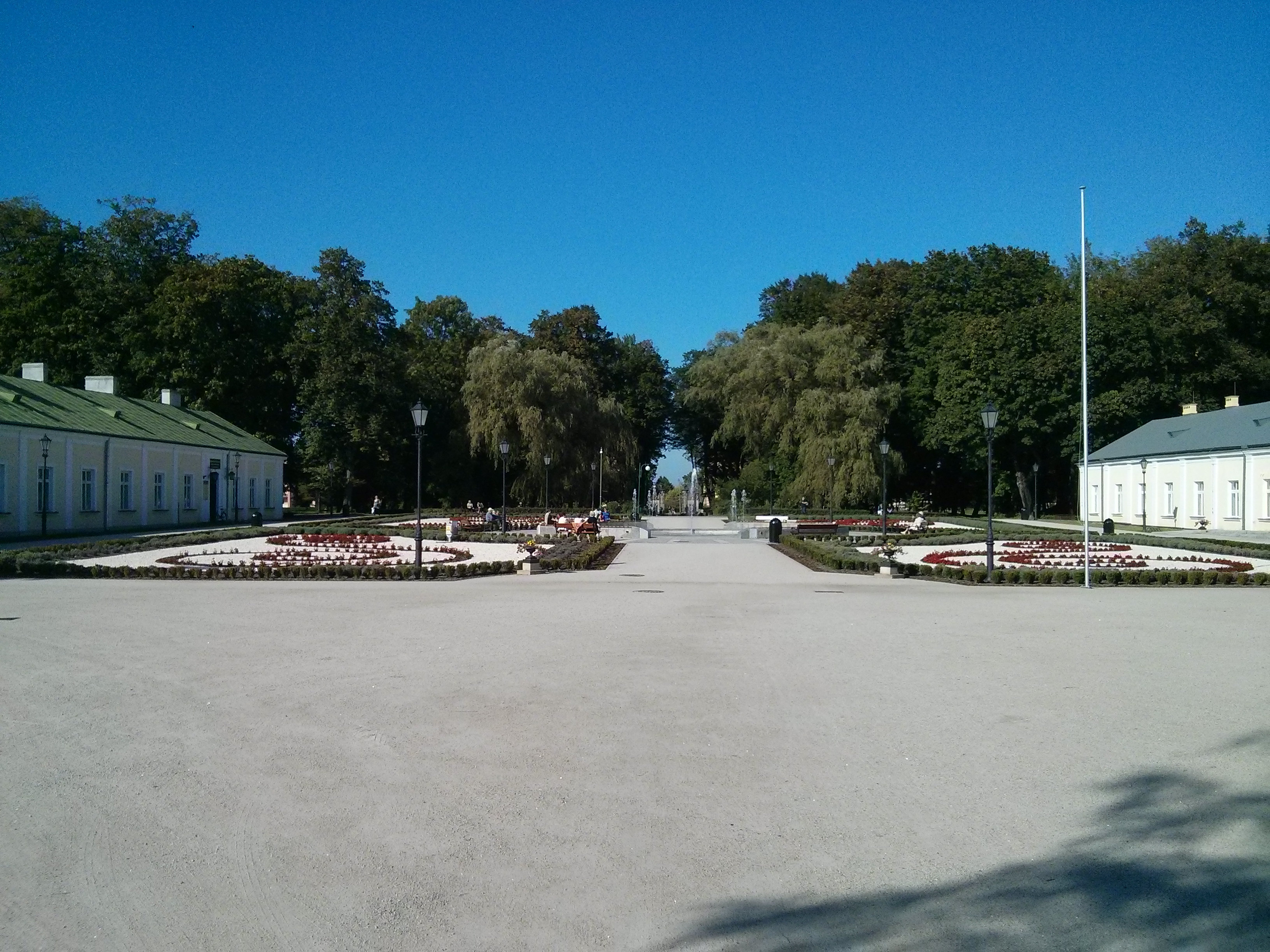
Nova fonte no complexo do palácio
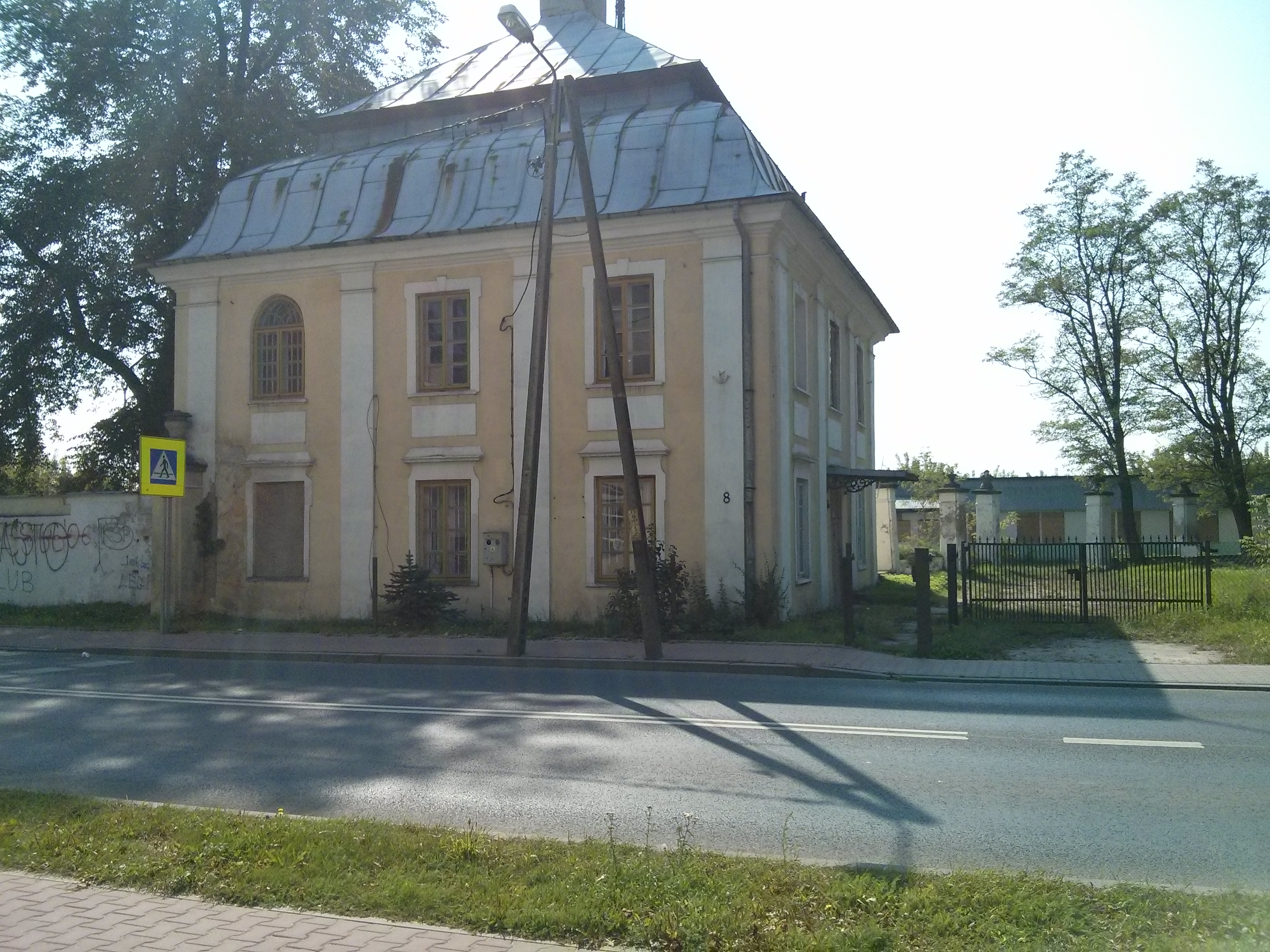
Pavilhão Sudeste
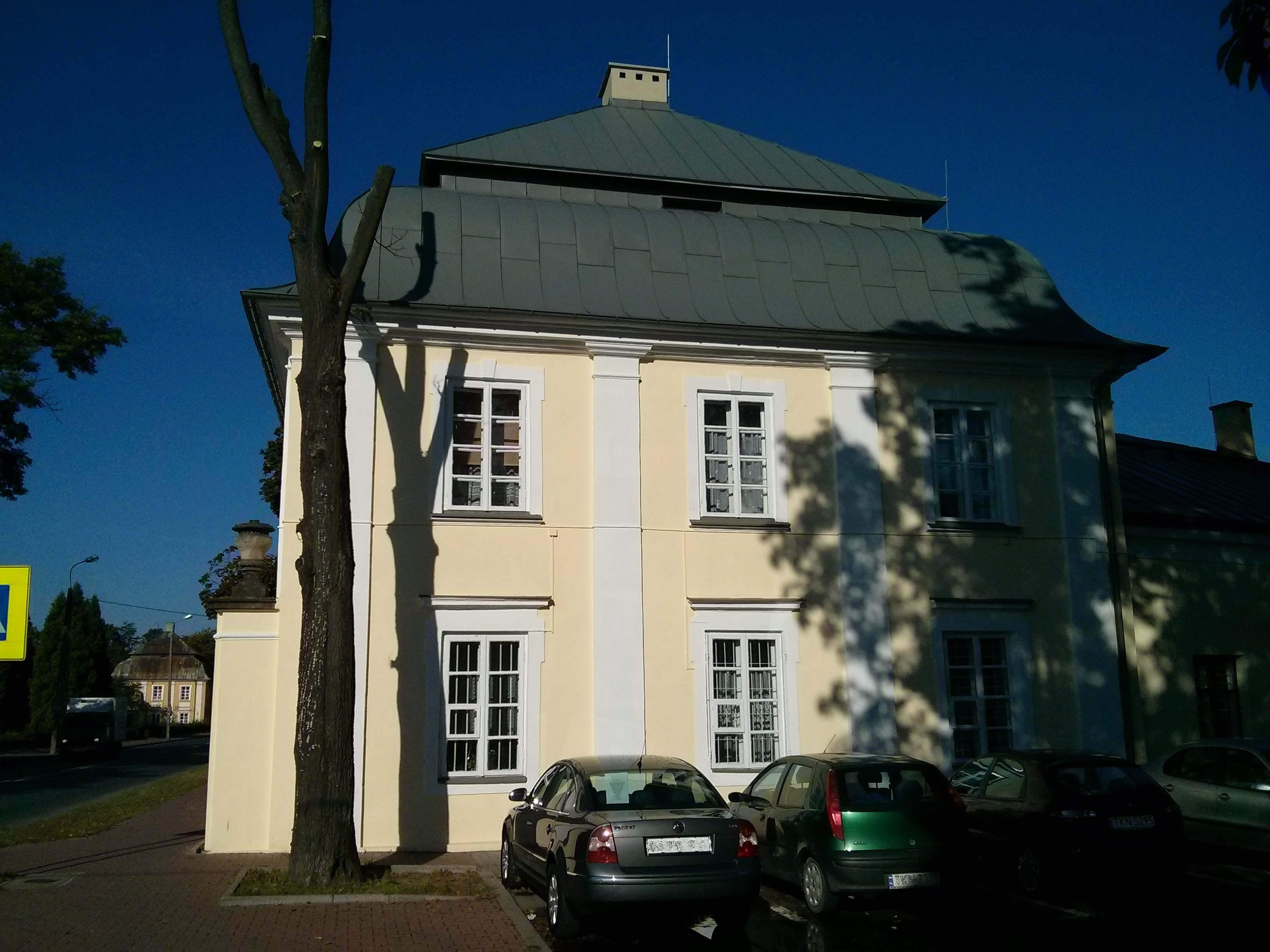
Pavilhão Nordeste
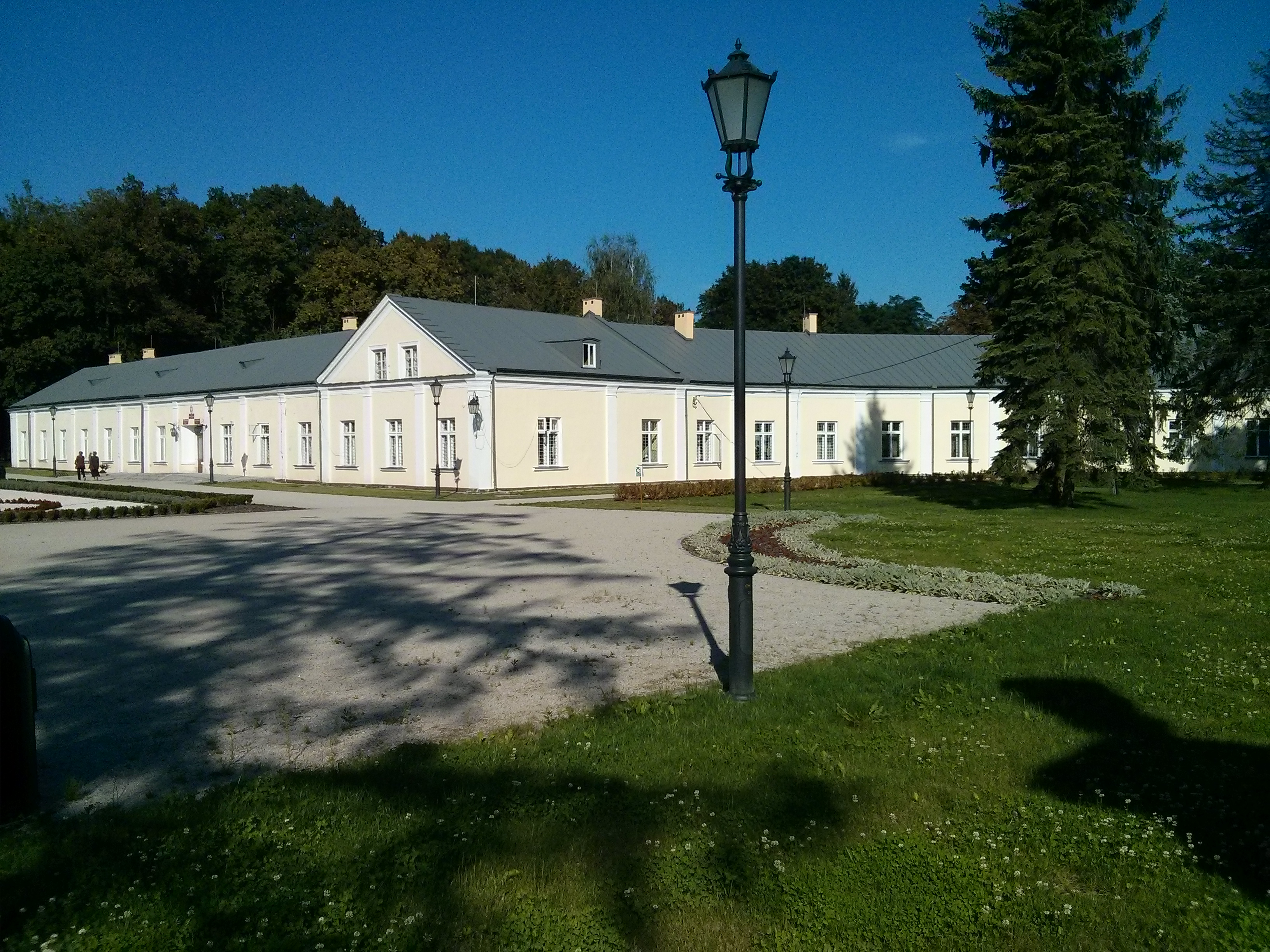
Ala leste do palácio
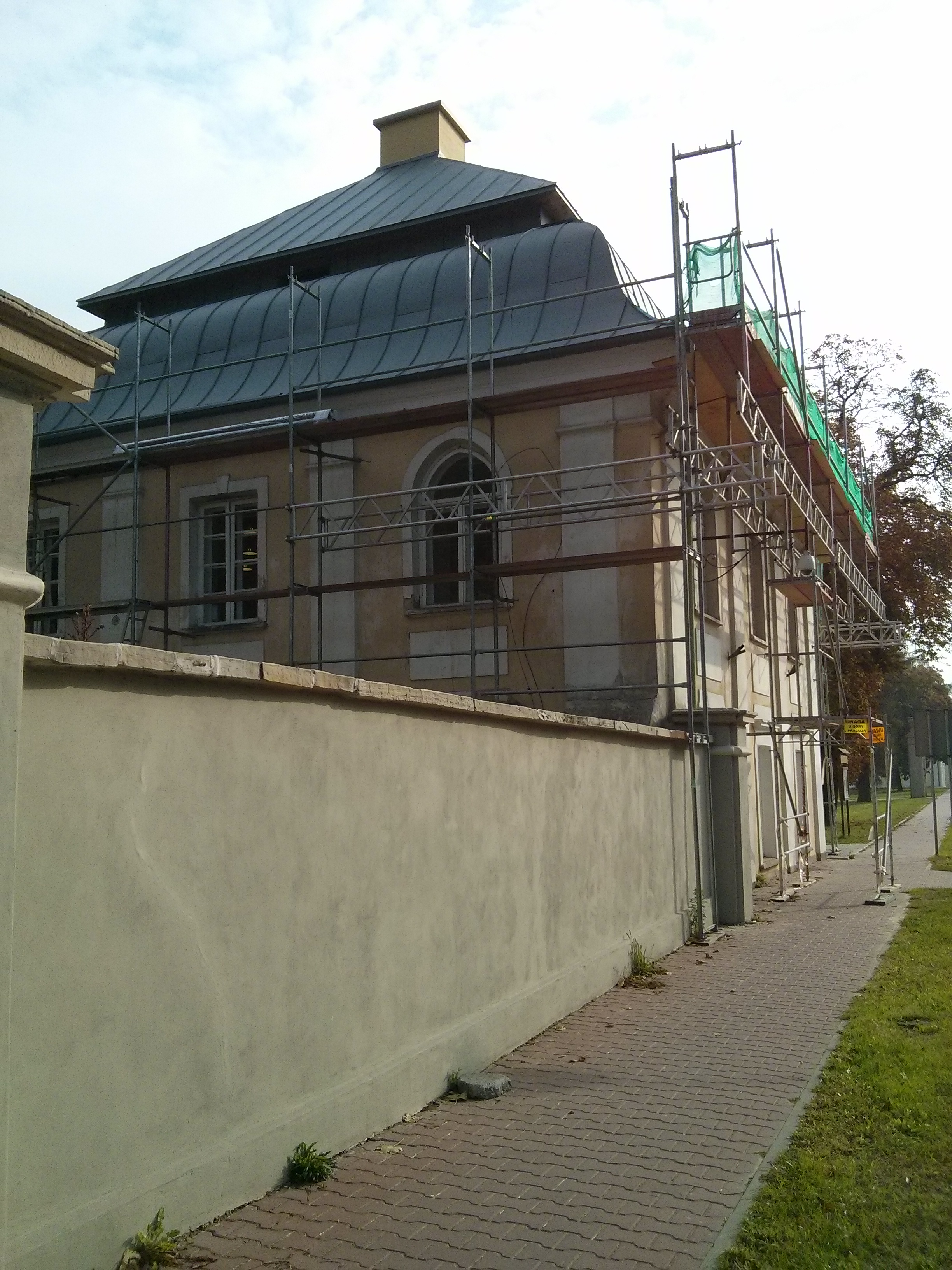
Pavilhão Noroeste
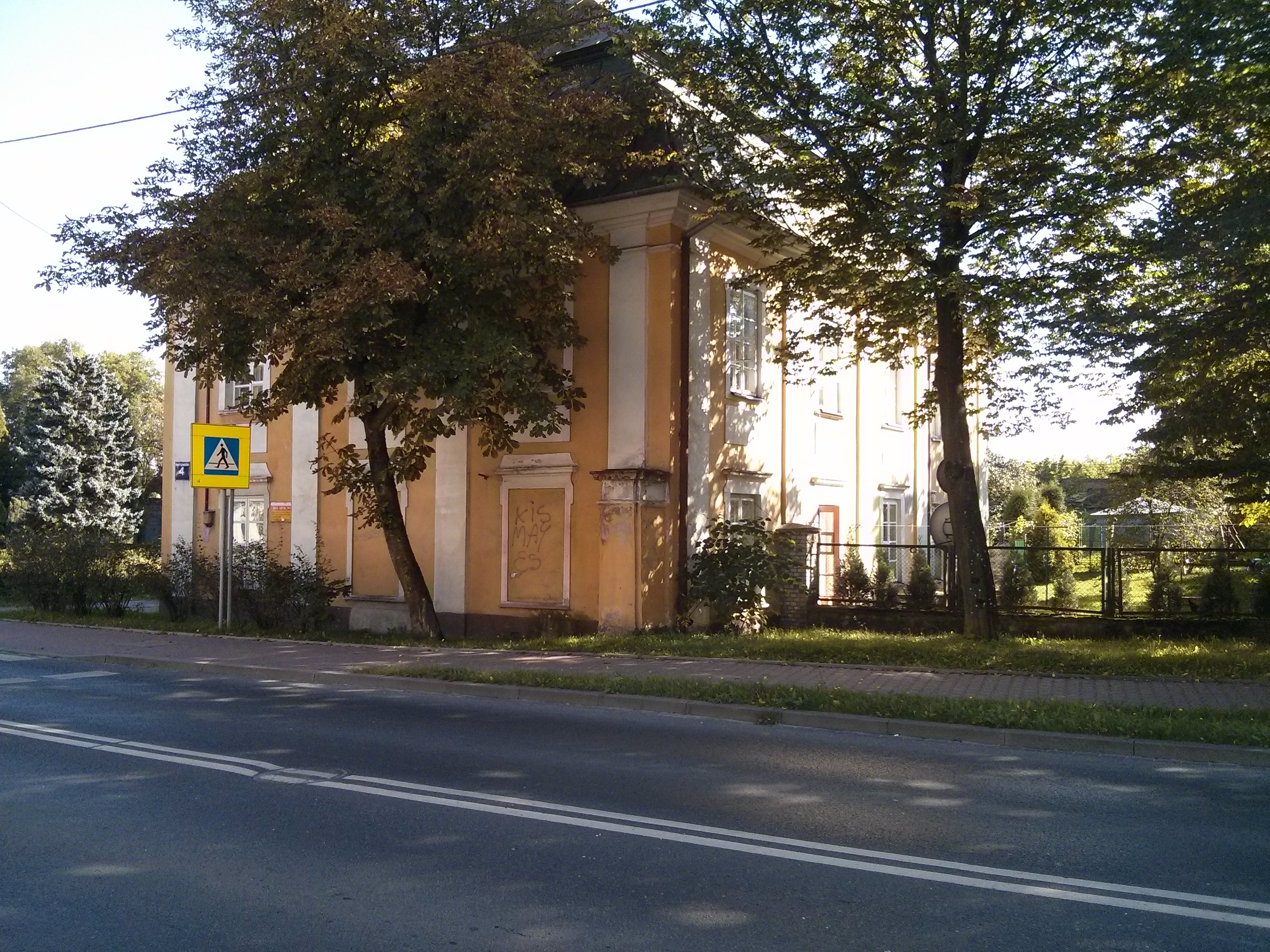
Pavilhão Sudoeste
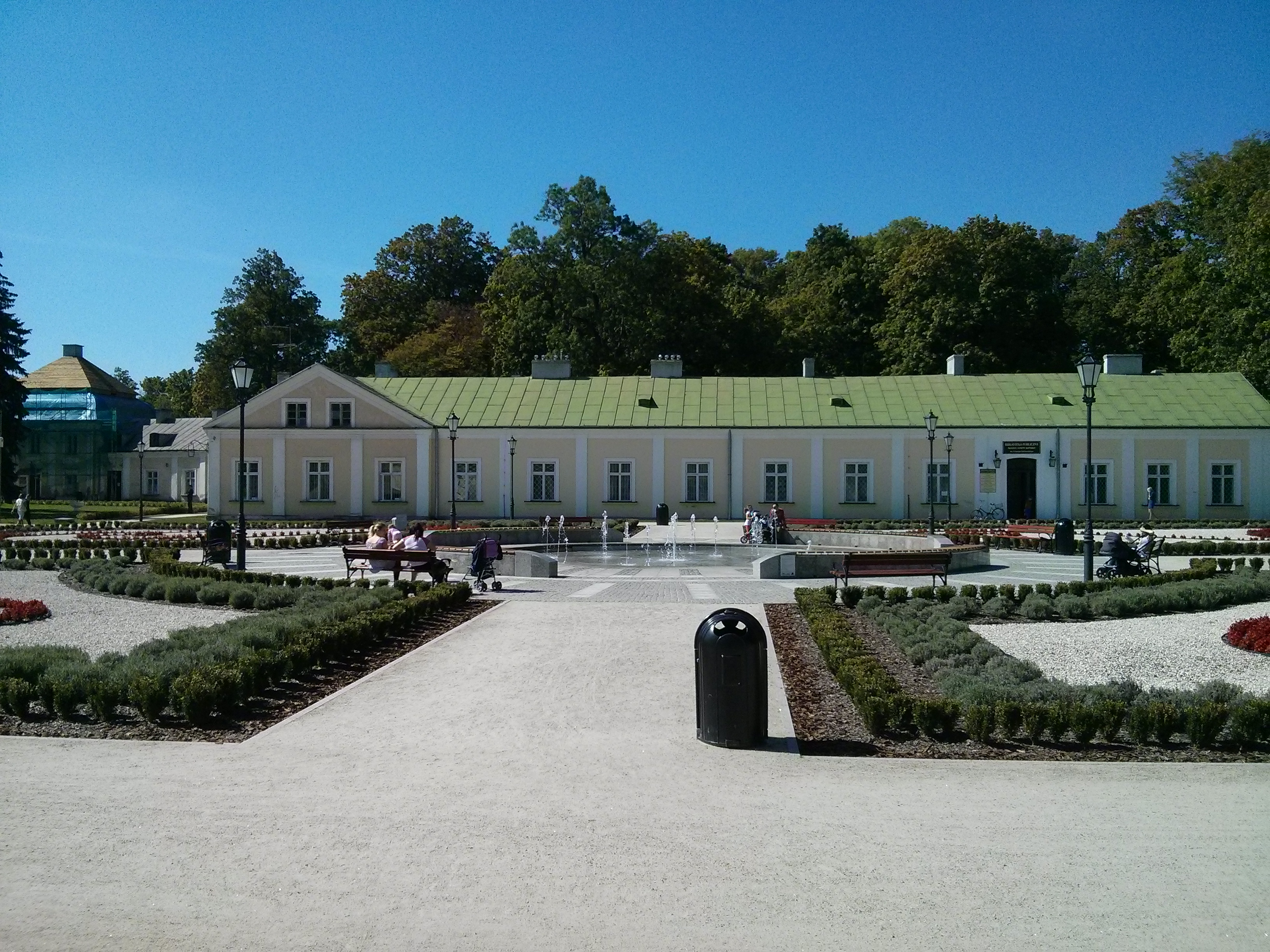
Ala oeste do palácio (biblioteca municipal)
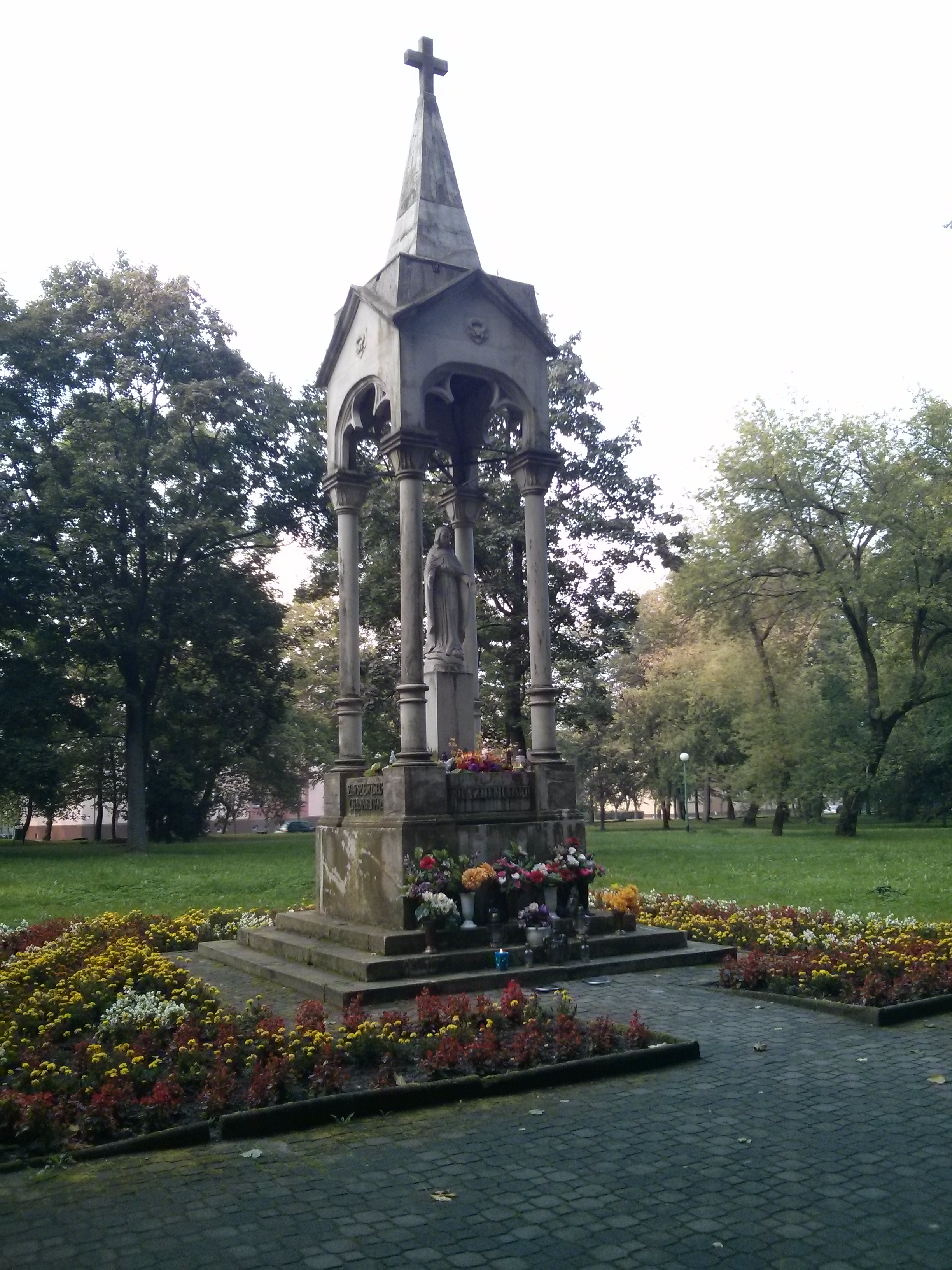
Capela de 1840 no Parque Cultural
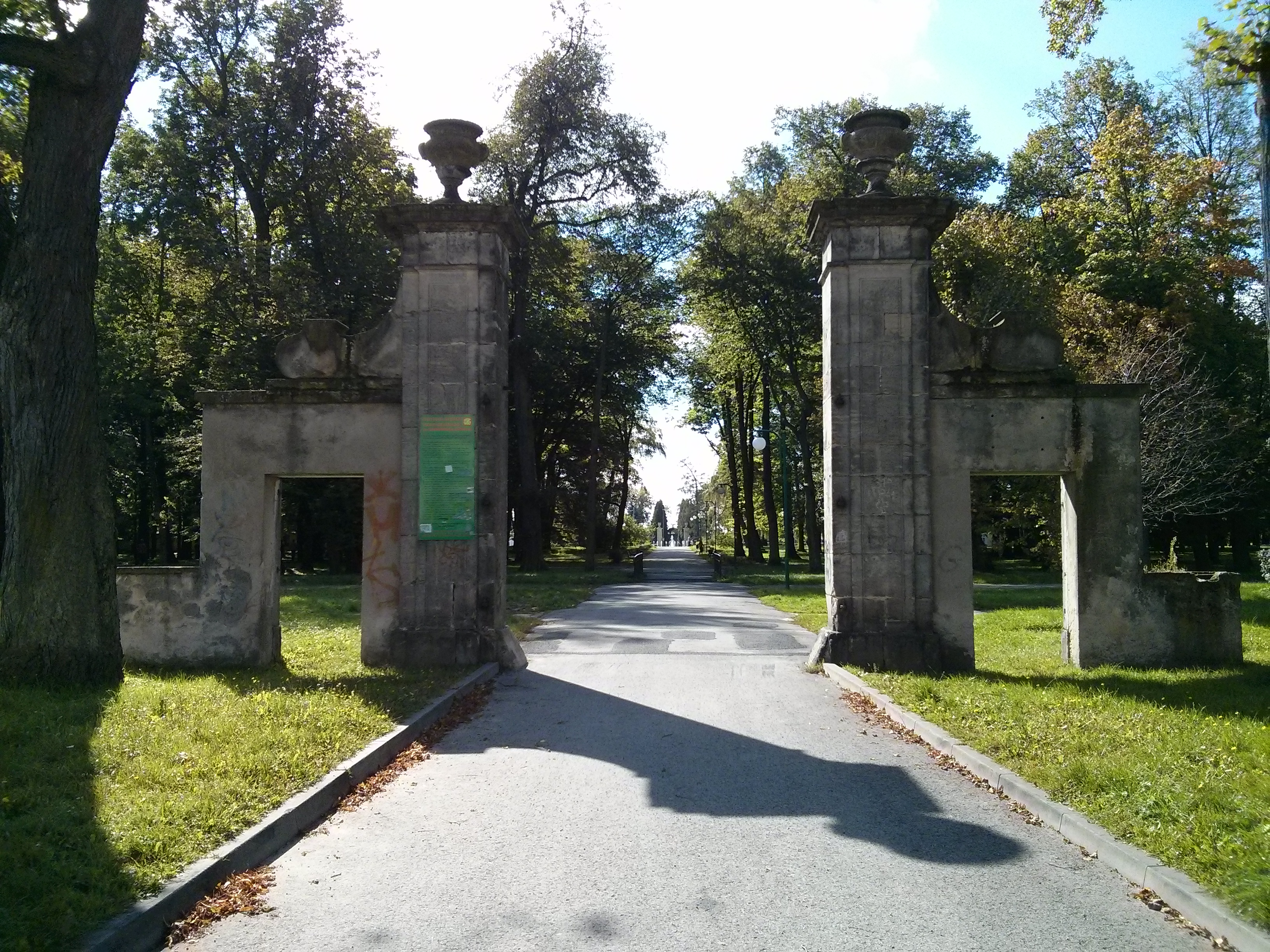
Portão do parque visto da rua Mieszka I
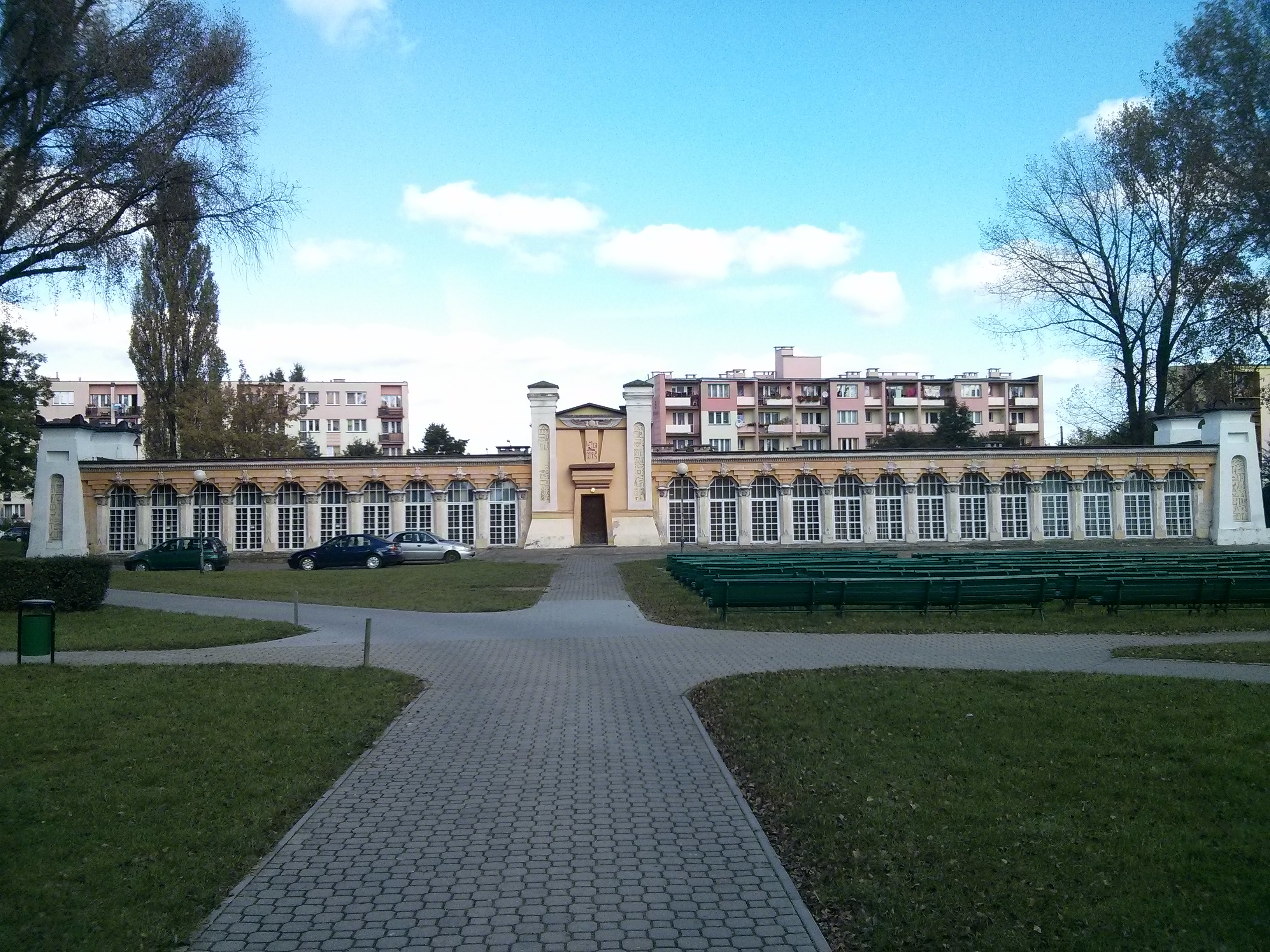
Orangerie egípcia
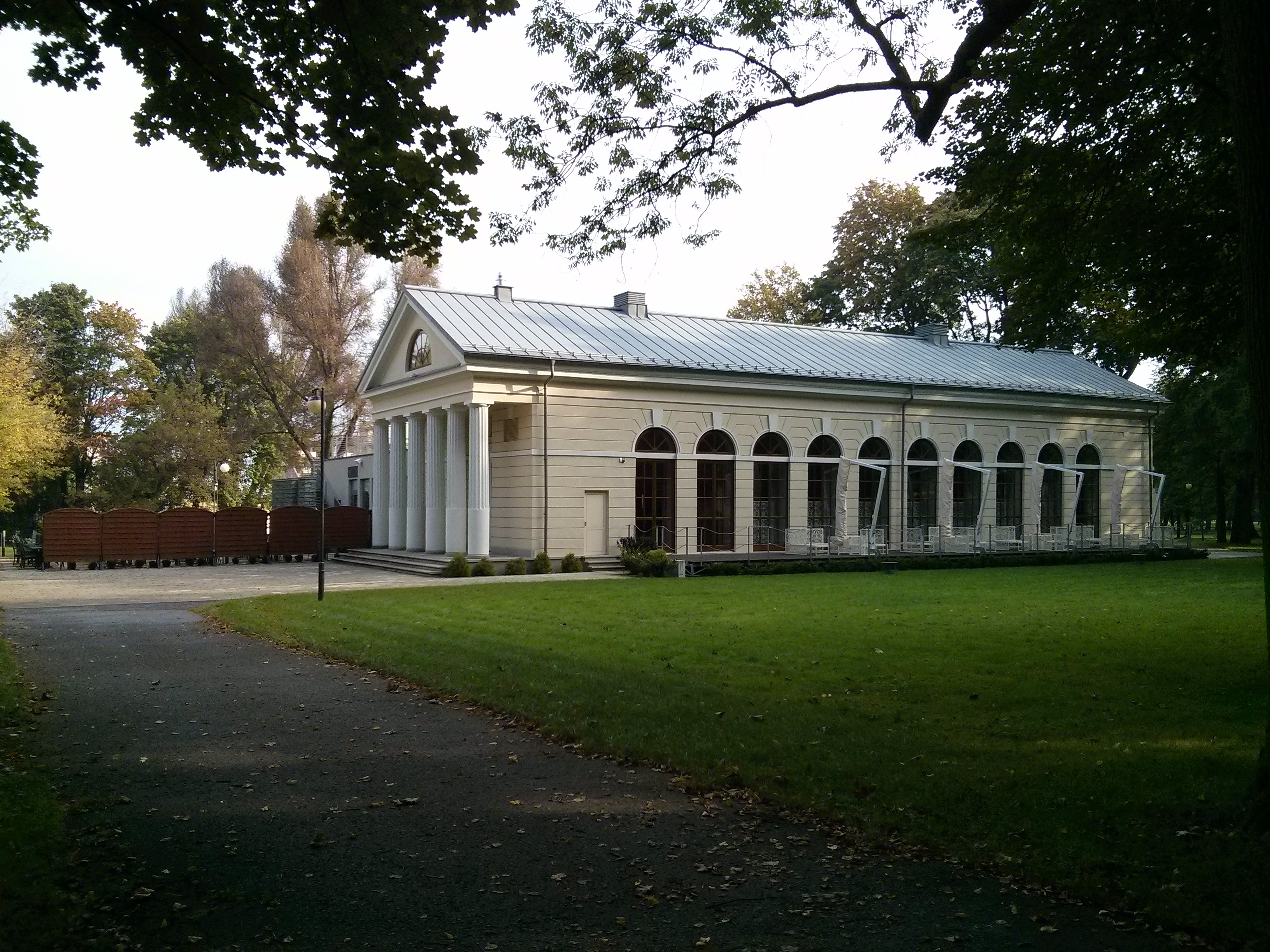
Templo grego

### Outros monumentos

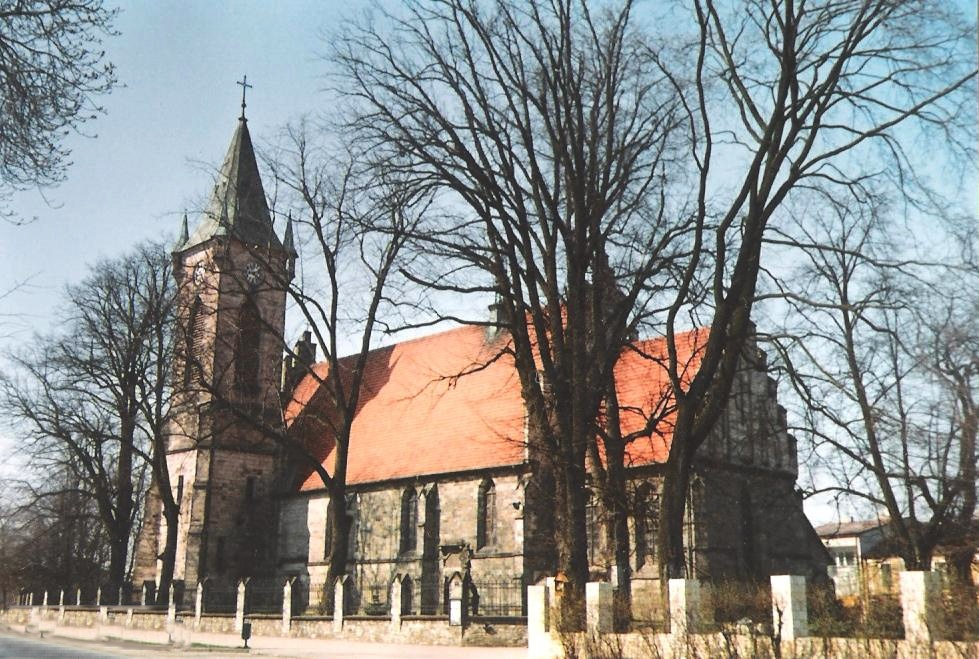
Igreja colegiada de São Nicolau

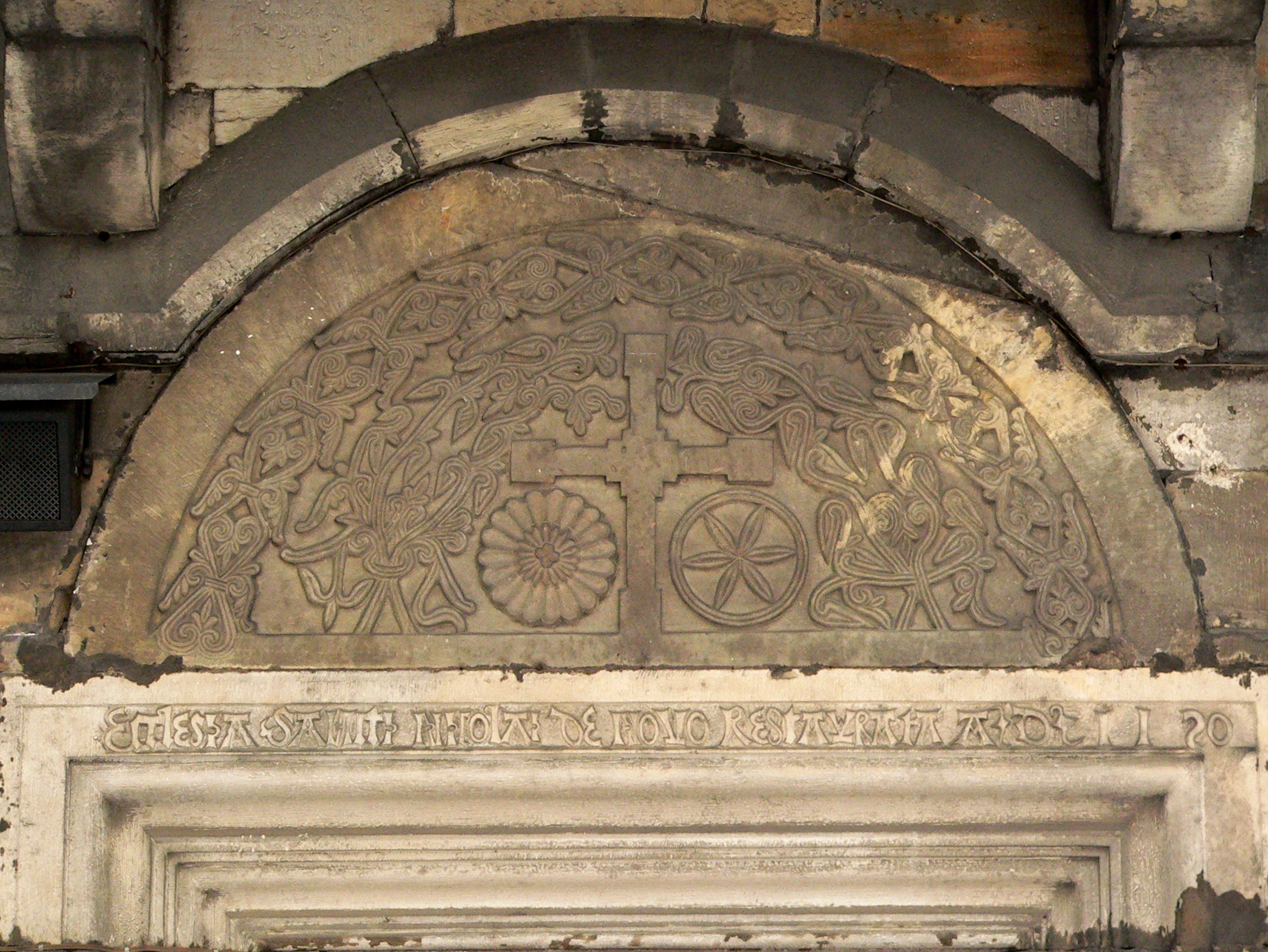
Tímpano românico acima da entrada sul da igreja colegiada

- Igreja colegiada gótica tardia de São Nicolau e Santo Adalberto (construída entre 1492 e 1520), tímpano da primeira metade do século XIII[19]
- Igreja barroca de Santa Ana e São João Batista e um cemitério com lápides dos séculos XVIII e XIX.[19]
- Casa na rua Piłsudskiego, 26, datada de 1798.[19]
- Traçado urbano da praça principal, casas adjacentes dos séculos XVIII e XIX com portais de pedra (por exemplo, na rua Pocztowa, 2).

## Administração e governo local
Końskie é uma cidade em uma comuna urbano-rural, de modo que os conselheiros municipais fazem parte do Conselho Municipal de Końskie como órgão de controle e decisão. O órgão executivo é o prefeito Krzysztof Obratański, que ocupa esse cargo desde 2002 (com uma pausa de 2010 a 2014) até hoje.

## Educação

### Jardins de infância
- Jardim de infância n.º 1[23]
- Jardim de infância n.º 2[24]
- Jardim de infância n.º 3[25]
- Jardim de infância n.º 4[26]
- Jardim de infância n.º 5[27]
- Jardim de infância n.º 6[28]

### Escolas primárias
- Escola primária n.º 1 Emilia Plater[29]
- Escola primária n.º 2 Stanisław Staszic[30]
- Complexo escolar em Stadnicka Wola, Exército Nacional (nomeado em 14 de junho de 2014)[31]

### Escolas secundárias
- Complexo de escolas secundárias n.º 1[32]
- Complexo de escolas secundárias n.º 2[33]
  - Escola técnica secundária n.º 2 gen. Antoniego Piwowarczyka
  - Escola industrialsecundária n.º 2 gen. Antoniego Piwowarczyka
- Complexo de escolas secundárias n.º 3 “Ekonomik” Władysław Grabski[34]

### Escolas secundárias gerais
- Escola secundária Komisja Edukacji Narodowej[35]
- Escola secundária Maria Skłodowska-Curie[36]

## Transporte

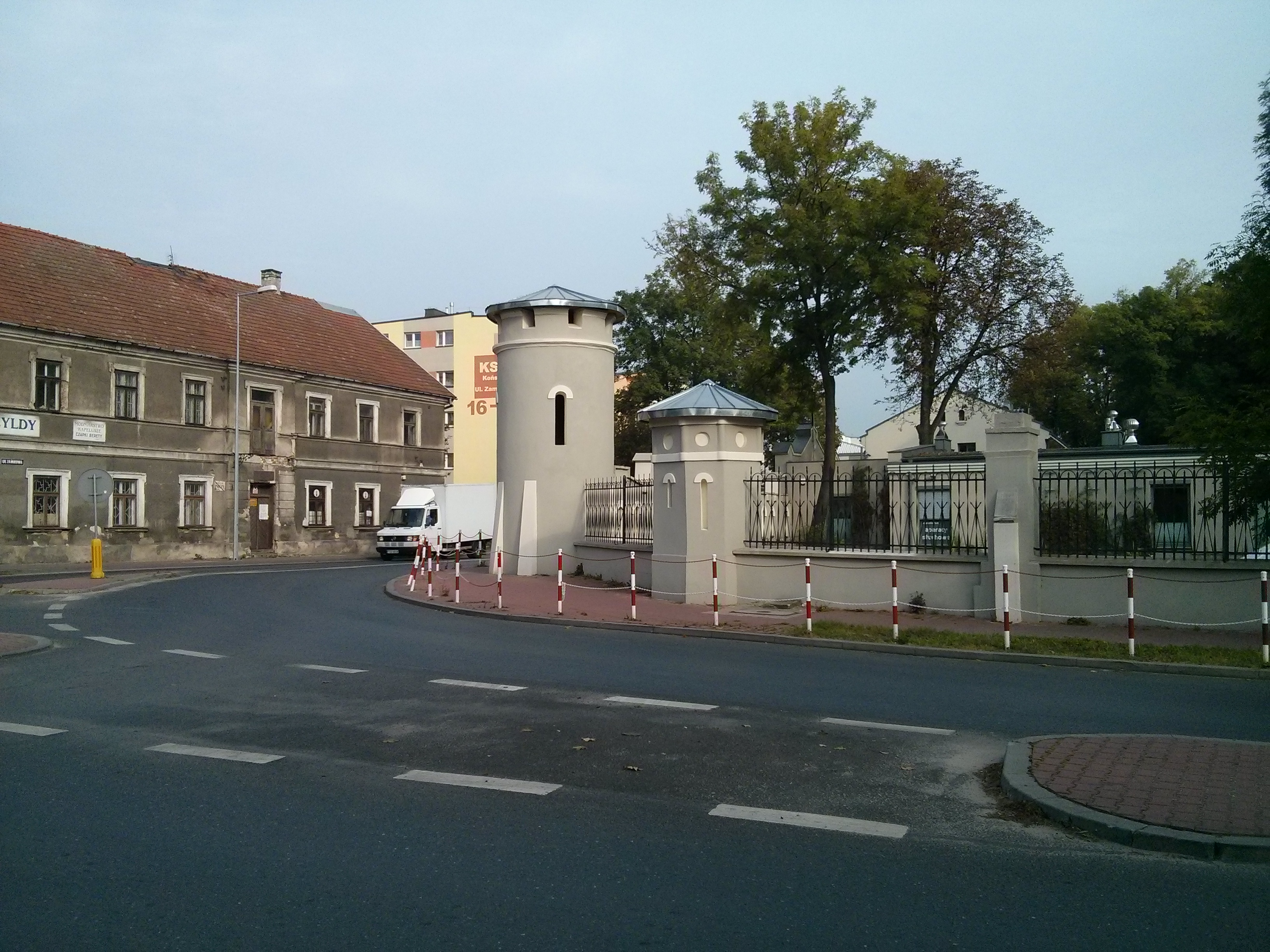
Końskie, rua Partyzantów e uma torre de 1840

Uma estrada nacional e três estradas provinciais passam por Końskie:
- Estrada nacional n.º 42 Kamienna (condado de Namysłów) — Rudnik (condado de Starachowice)
- Estrada provincial n.º 728 Grójec — Jędrzejów
- Estrada provincial n.º 746 Żarnów (condado de Opoczno) — Końskie
- Estrada provincial n.º 749 Końskie — Przysucha.

E a linha ferroviária n.º 25. Atualmente, há trens a diesel e híbridos de transportadoras: Polregio, e Łódzka Kolej Aglomeracyjna. As rotas de trem incluem Skarżysko-Kamienna, Tomaszów Mazowiecki, Łódź Kaliska, anteriormente Zagórz e Przemyśl.
A principal operadora de ônibus da cidade e do condado é a PKS Radomsko. A transportadora local PKS Końskie, que existia anteriormente, foi liquidada em 2012. Também há ônibus da PKS Kielce, PKS Łódź, PKS Ostrowiec Świętokrzyski, PKS Tarnobrzeg, PKS Rzeszów, PKS Chełm, PKS Busko-Zdrój, PKS Biłgoraj e outras. Há também muitas transportadoras privadas, como a Wozniak Brothers e a Darjan.
Końskie tem conexões diretas de ônibus para Varsóvia, Kielce, Łódź, Lublin, Cracóvia, Rzeszów, Tarnobrzeg, Ostrowiec Świętokrzyski, Częstochowa, Katowice, Chełm, Puławy, Radom, Opatów, Sandomierz, Stalowa Wola, Zamość.
Os destinos locais mais importantes são Opoczno, Przysucha, Żarnów, Stąporków, Przedbórz, Sielpia Wielka, Gowarczów, Drzewica.
Em 2014, um heliporto sanitário foi colocado em operação na rua Gimnazjalna.
Em março de 2020, 7 linhas de ônibus urbanos foram lançadas em Końskie como parte do projeto “Mobilidade Urbana”.

## Turismo

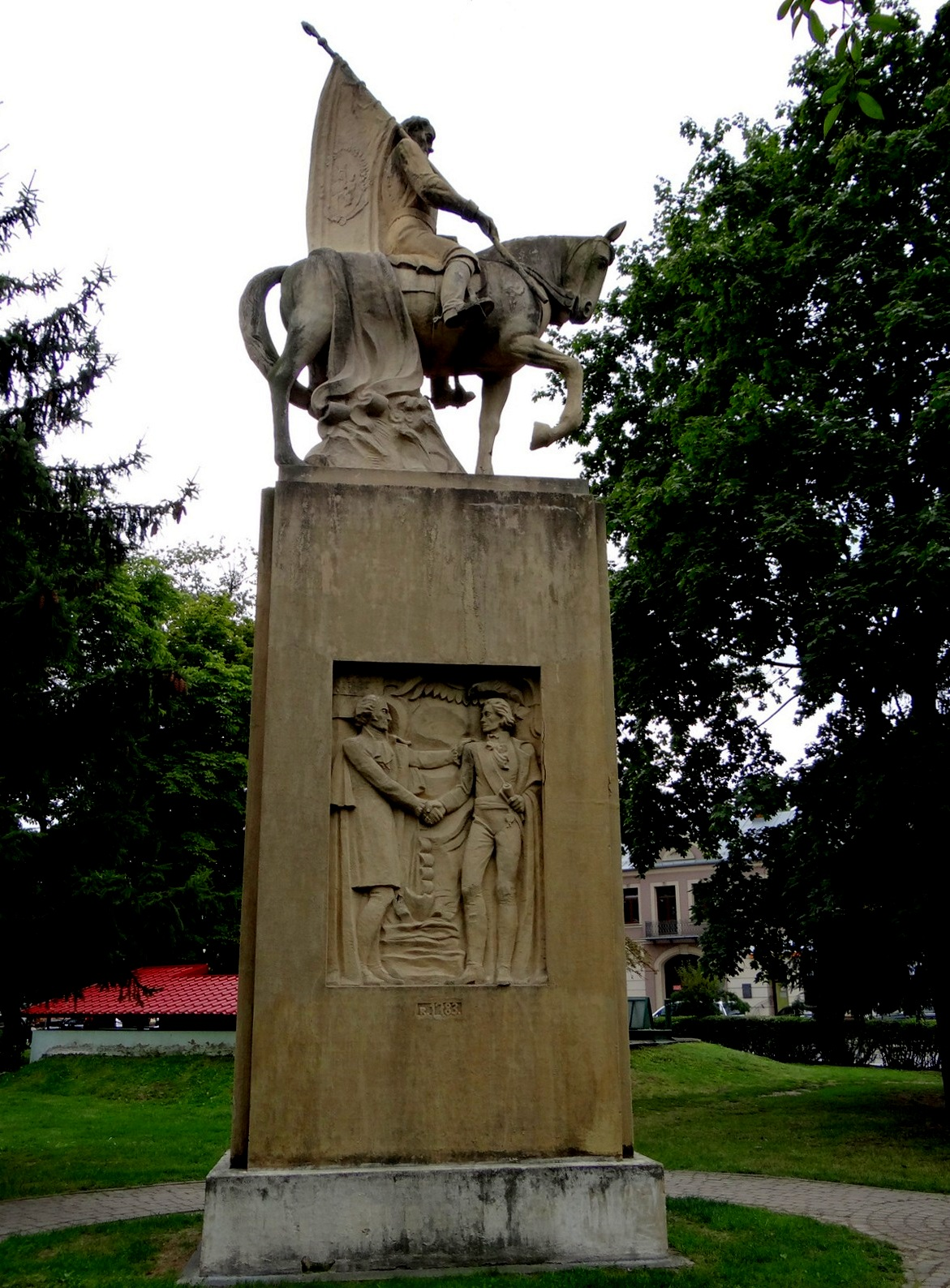
Monumento a Tadeusz Kościuszko

A  trilha de caminhada azul de Skarżysko-Kamienna (Pogorzałe) até Kuźniaki passa por Końskie. A cidade é o ponto de partida da  trilha de caminhada amarela que leva a Serbinów e da  ciclovia preta que leva a Kielce. A Igreja colegiada de São Nicolau em Końskie está localizada na “Rota Românica”.

## Memoriais nacionais
- Monumento a Tadeusz Kościuszko no centro da cidade.
- Estátua de Tadeusz Kościuszko na rua Mieszka I, inaugurada em 1917 usando a base do busto do czar Alexandre I
- Túmulo dos insurgentes de 1863 na junção das ruas Partyzantów e Sportowa, com Lucjan Łączkowski e Franciszek Makulski enterrados lá
- Monumento a Henryk Dobrzański, inaugurado em 21 de agosto de 2004.

## Comunidades religiosas

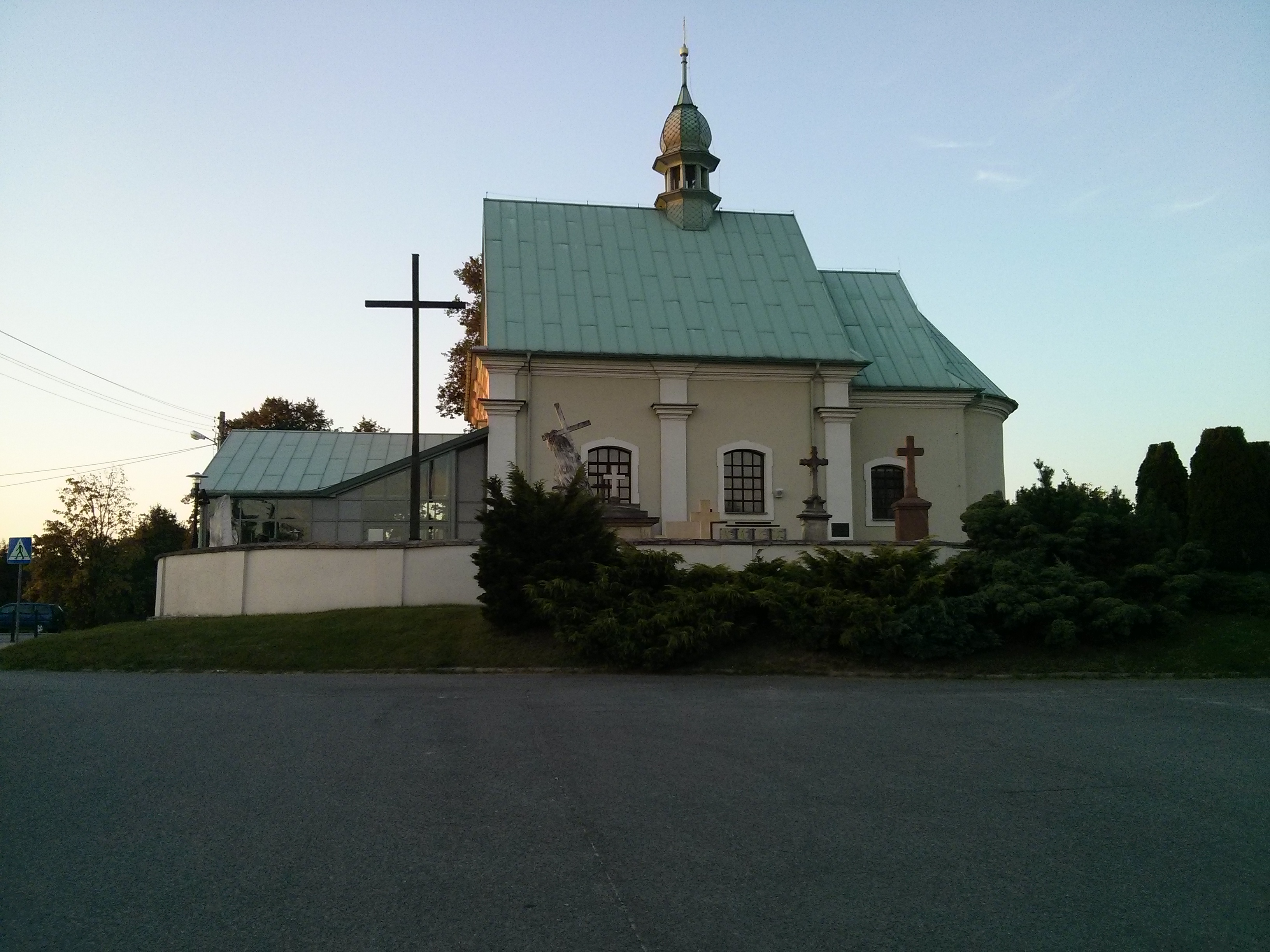
Cemitério da igreja de Santa Ana e São João Batista

As seguintes igrejas e associações religiosas realizam atividades na cidade:
- Igreja Católica na Polônia:
  - Paróquia do Cristo Redentor[40]
  - Paróquia de Nossa Senhora do Perpétuo Socorro[40]
  - Paróquia de Santa Ana e São João Batista[40]
  - Paróquia de São Nicolau[40]
- Igreja de Deus na Polônia:
  - Igreja de Deus em Końskie[41]
- Testemunhas de Jeová:
  - Igreja em Końskie

## Esportes

### Futebol
- Neptun Końskie[42]

### Handebol
- KSSPR Końskie[43]
- UKS Olimpia Końskie[44]

### Voleibol
- Fair Play Końskie[45]
- Clube Esportivo dos Alunos Associação Końskie de Esportes e Recreação[46]

### Hóquei
- Sokoły Końskie[47]

### Outros esportes
- UKS Herkules Modliszewice[48]

## Demografia
Conforme os dados do Escritório Central de Estatística da Polônia (GUS) de 31 de dezembro de 2024, Końskie é uma cidade pequena com uma população de 17 244 habitantes (6.º lugar na voivodia de Santa Cruz e 239.º na Polônia), tem uma área de 17,7 km² (11.º lugar na voivodia de Santa Cruz e 357.º lugar na Polônia) e uma densidade populacional de 974 hab./km² (6.º lugar na voivodia de Santa Cruz e 316.º lugar na Polônia). Entre 2002–2024, o número de habitantes diminuiu 18,8%.
Os habitantes de Końskie constituem cerca de 23,55% da população do condado de Końskie, constituindo 1,48% da população da voivodia de Santa Cruz.
| Descrição                         | Total      | Total    | Mulheres   | Mulheres | Homens     | Homens   |
| --------------------------------- | ---------- | -------- | ---------- | -------- | ---------- | -------- |
| unidade                           | habitantes | %        | habitantes | %        | habitantes | %        |
| população                         | 17 244     | 100      | 9 111      | 52,8     | 8 133      | 47,2     |
| área                              | 17,7 km²   | 17,7 km² | 17,7 km²   | 17,7 km² | 17,7 km²   | 17,7 km² |
| densidade populacional (hab./km²) | 974        | 974      | 514,3      | 514,3    | 459,7      | 459,7    |